# Abraxas aurivestita
Abraxas aurivestita là một loài bướm đêm trong họ Geometridae.